# Albatàrrec
Albatàrrec è un comune spagnolo di 1 224 abitanti situato nella comunità autonoma della Catalogna.